# Saint-Germain-des-Fossés
Saint-Germain-des-Fossés é uma comuna francesa na região administrativa de Auvérnia-Ródano-Alpes, no departamento Allier. Estende-se por uma área de 8,3 km². Em 2010 a comuna tinha 3 687 habitantes (densidade: 444,2 hab./km²).